# Nullitet
Nullitet (franska: nullité, av latin: nu'llus, "ingen, betydelselös") är i juridiken en ogiltig handling. En företeelse är en nullitet, om det räknas som om den aldrig har inträffat. Att göra något till en nullitet kallas att annullera saken.
I juridisk mening kallas en rättshandling en nullitet, när den är utan verkan på grund av att någon nödvändig förutsättning saknats när den tillkom. I sådana fall får rättshandlingen inte den rättsverkan den annars skulle fått. 
Det kan endast med avseende på särskilda slag av rättshandlingar avgöras, vilka som utgör nulliteter, och vilka som är av sådan beskaffenhet, att deras frånvaro endast berättigar den som är missnöjd med rättshandlingen att begära dess återgång eller rättelse däri. Ett av domstol givet beslut sägs dock vara en nullitet, när under rättegången förekommit ett svårt rättegångsfel.  Den som anser sig genom beslutet kränkt i sin rätt måste ändå överklaga beslutet inom överklagandetiden. Se domvilla.
Tidigare fanns i Sverige upplösning av äktenskap (annullering av äktenskap som därmed blev en nullitet), vilket inte är detsamma som äktenskapsskillnad.